# Roxanne Pierce
Roxanne Pierce (Springfield, 14 de abril de 1954) é uma ex-ginasta estadunidense, que competiu em provas de ginástica artística.
Pierce fez parte da equipe estadunidense que disputou os Jogos Pan-americanos de Cali, na Colômbia. Neles, foi membro da seleção tetracampeã por equipes, ao superar as cubanas. Individualmente, subiu ao pódio nas demais disputas: venceu as provas do concurso geral, das barras assimétricas e do salto sobre o cavalo; já no solo e na trave de quilíbrio foi a medalhista de bronze, em provas vencidas pelas compatriotas Linda Metheny e Kim Chace, respectivamente. Ao longo da carreira, competiu, ao lado de Cathy Rigby, nos Jogos Olímpicos da Cidade do México.